# گرت کلنبرگر-گوجر
گِرت کلنبرگر-گوجر (به انگلیسی: Grete Kellenberger-Gujer) (۱۹۱۹–۲۰۱۱) یک زیست‌شناس مولکولی سوئیسی بود که به‌دلیل کشفیاتش در مورد نوترکیب ژنتیکی و سیستم اصلاح محدودیت دی‌ان‌ای، شناخته شده‌است. او پیشگام تجزیه و تحلیل ژنتیکی باکتریوفاژها بود و در توسعه اولیه زیست‌شناسی مولکولی نقش داشت.